# مرزه (گیاه)
مرزه (نام علمی: Satureja hortensis) نام یک گونه از سرده مرزه است.